# Bae Jin-young
Bae Jin-young (Hangul: 배진영, Hanja: 裴珍映, Hán-Việt: Bùi Trân Ánh, sinh ngày 10 tháng 5 năm 2000) là một ca sĩ người Hàn Quốc, thành viên của nhóm nhạc nam Hàn Quốc cựu thành viên CIX trực thuộc C9 Entertainment rời nhóm vào ngày 1 tháng 8 năm 2024  và cựu thành viên của nhóm nhạc nam dự án Wanna One. Jinyoung ra mắt solo album đầu tay tên "Hard to say goodbye" vào ngày 26 tháng 4 năm 2019  và ngày 23 tháng 7 năm 2019, Jinyoung chính thức ra mắt cùng CIX với mini-album đầu tay mang tên "Hello Chapter 1: Hello, Stranger".

## Học vấn
Jinyoung đã tốt nghiệp Trường Trung học Nghệ thuật Lila vào ngày 12 tháng 2 năm 2019  và sẽ không tham dự kì thi 2019 CSAT (kì thi đại học năm 2019). Thay vì tham dự kì thi đại học, Bae Jinyoung muốn tập trung cho hoạt động cùng với Wanna One trước khi hợp đồng chính thức hết hạn vào ngày 31 tháng 12 năm 2018.

## Sự nghiệp

### Trước khi ra mắt
Bae Jin-young là một thực tập sinh của C9 Entertainment và được đào tạo trong 10 tháng.

### 2017–2018: Produce 101 Mùa 2 và Wanna One

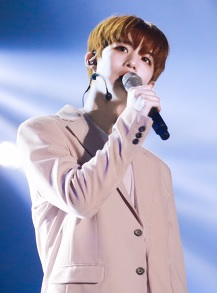
Jinyoung vào ngày 7/8/2017

Năm 2017, Jin-young đại diện cho C9 Entertainment tham gia của chương trình Produce 101 (mùa 2). Ban đầu vì hình ảnh thiếu tự tin của mình, Jinyoung đã bị xếp vào lớp F và liên tục nằm ở vị trí thấp. Thời gian, Jinyoung ngày càng tự tin trên sâu khấu và bắt đầu nhận được sự yêu mến. Bae Jin Young cũng là một trong những thí sinh nhận được nhiều sự chú ý của khán giả khi tham gia "Produce 101" mùa 2, đặc biệt là nhờ có khuôn mặt nhỏ với nét đẹp "lai" giữa Sehun (EXO), Eunwoo (ASTRO) và Mark (NCT) .Trong quá trình ghi hình cho tiết mục dự thi "Spring Day", Jin Young bất ngờ bị đau mắt nên bắt buộc phải lên sân khấu với băng bịt mắt. Tuy nhiên, dù có bịt một bên mắt thì Jin Young vẫn trình diễn rất tự tin, đủ sức gây thương nhớ, thậm chí đốn tim các fan với vẻ ngoài thần tiên của mình.
Trong đêm chung kết của Produce 101 mùa 2, Jin-young đứng thứ 10 chung cuộc và trở thành thành viên của nhóm nhạc nam dự án Wanna One được quản lý bởi YMC Entertainment, Stone Music Entertainment và hiện nay là Swing Entertainment, nhóm sẽ hoạt động cùng nhau trong vòng 1 năm 6 tháng.
Ngày 7 tháng 8 năm 2017,Jin-young chính thức ra mắt cùng Wanna One với "Wanna One Premiere Show-con" tại Gocheok Sky Dome cùng mini-album đầu tay mang tên 1X1=1 (TO BE ONE). Jin-young cũng là một trong ba thành viên thuộc unit "No.1 (남바완)" trong album 1÷x=1 (UNDIVIDED) của Wanna One cùng Park Jihoon, Lai GuanLin với bài hát "Eleven" do tiền bối Dynamic Duo sáng tác.
Jin-young đã hoàn thành 1 năm 6 tháng hoạt động quảng bá cùng Wanna One sau khi hợp đồng kết thúc vào ngày 31 tháng 12 năm 2018. Dù vậy, Jin-young cùng các thành viên còn lại sẽ tham gia vào buổi concert cuối cùng mang tên Therefore được diễn ra trong vòng 4 ngày từ ngày 24 – 27 tháng 1 năm 2019 như là hoạt động cuối cùng để chia tay người hâm mộ.Concert được tổ chức tại Gocheok Sky Dome ở Seoul, nơi nhóm tổ chức buổi Show-Con đầu tiên.

#### Thứ hạng trongProduce 101 Mùa 2
| Tập      | 1 | 2  | 3  | 5                  | 6  | 8                    | 10                | 11 (Tập cuối)      |
| -------- | - | -- | -- | ------------------ | -- | -------------------- | ----------------- | ------------------ |
| Thứ hạng | 5 | 12 | 10 | 12 (667,298 phiếu) | 14 | 12 (1.502.905 phiếu) | 4 (389,982 phiếu) | 10 (807,749 phiếu) |

### 2019 - nay: Hoạt động solo và debut cùngCIX

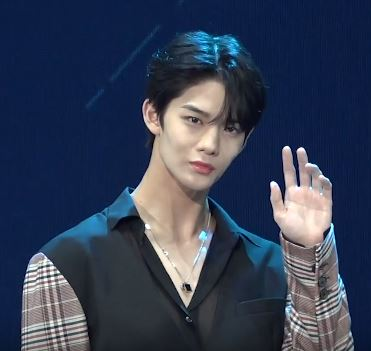
Jinyoung vào ngày 24/7/2019

Ngày 18 tháng 2 năm 2019, thương hiệu mỹ phẩm I'M MEME đã công bố lựa chọn hai cựu thành viên Wanna One là Park Jihoon và Bae Jinyoung làm người mẫu đại diện cho các sản phẩm của mình.
Sau khi Wanna One tan rã,Jin-young đã nghỉ ngơi 4 tháng trước khi ra mắt với tư cách là một nghệ sĩ solo vào ngày 26 tháng 4 với 1st single album "Hard to say goodbye". Sau ngày đầu mở bán, "Hard to say goodbye" ghi nhận bán được 30,816 bản và tuần đầu được 54,154 bản.
Ngày 23 tháng 7 năm 2019, CIX chính thức ra mắt với mini album đầu tay mang tên Hello Chapter 1: Hello, Stranger cùng bài hát chủ đề Movie Star. 
Ngày 27 tháng 8 năm 2019, C9 Entertainment thông báo rằng CIX đã ký hợp đồng với Warner Music Japan để ra mắt tại Nhật Bản.
Ngày 23 tháng 10 năm 2019, họ đã ra mắt tại Nhật Bản với phiên bản tiếng Nhật của mini-album Hello Chapter 1: Hello, Stranger, bao gồm cả bài hát chủ đề "My New World".
Ngày 8 tháng 9 năm 2020, Bae Jinyoung và Kim Yohan bất ngờ xuất hiện trong teaser dự án âm nhạc Pepsi x Starship mang tên Heritage 2020 cùng hashtag “For the love of it”, báo hiệu một ca khúc góp giọng chung. Dự án này từng đem tới nhiều màn collab bất ngờ như Kang Daniel x Zico, VIXX Ravi x GFriend Eunha hay Rain x Soyu.

## Danh sách đĩa nhạc

### Sáng tác
| Năm  | Album               | Bài hát                                          | Phần     | Phần               |
| Năm  | Album               | Bài hát                                          | Viết lời | Cùng với           |
| ---- | ------------------- | ------------------------------------------------ | -------- | ------------------ |
| 2019 | Hard to say goodbye | '끝을 받아들이기가 어려워' (Hard to say goodbye) | Yes      | nhạc sĩ DOKO(도코) |

### Xuất hiện trong video âm nhạc
| Tên video âm nhạc | Năm  | Nghệ sĩ  |
| ----------------- | ---- | -------- |
| Rolly             | 2017 | Good day |

### Video âm nhạc
| Năm                      | Tên video âm nhạc                     | Ngày phát hành           | Album                                          |
| Thành viên của Wanna One | Thành viên của Wanna One              | Thành viên của Wanna One | Thành viên của Wanna One                       |
| ------------------------ | ------------------------------------- | ------------------------ | ---------------------------------------------- |
| 2017                     | ENERGETIC                             | 7 tháng 8                | 1X1=1 (To Be One)                              |
| 2017                     | BURN IT UP (Extended Ver.)            | 10 tháng 8               | 1X1=1 (To Be One)                              |
| 2017                     | BEAUTIFUL (Movie ver.)                | 13 tháng 11              | 1-1=0 (Nothing Without You)                    |
| 2017                     | BEAUTIFUL (Performance ver.)          | 20 tháng 11              | 1-1=0 (Nothing Without You)                    |
| 2018                     | I.P.U (Special Theme Track)           | 5 tháng 3                | 0+1=1 (I Promise You)                          |
| 2018                     | BOOMERANG                             | 19 tháng 3               | 0+1=1 (I Promise You)                          |
| 2018                     | LIGHT                                 | 4 tháng 6                | 1÷x=1 (Undivided)                              |
| 2018                     | SPRING BREEZE                         | 19 tháng 11              | 1¹¹=1 (Power of Destiny)                       |
| Nghệ sĩ solo             |                                       |                          |                                                |
| 2019                     | Hard To Say Goodbye                   | 26 tháng 4               | Hard to say goodbye                            |
| Hợp tác                  |                                       |                          |                                                |
| 2020                     | I Believe- Bae Jinyoung ft Kim Yo Han | 25 tháng 9               | Project Pepsi x Starship tên Heritage          |
| Thành viên của CIX       |                                       |                          |                                                |
| 2019                     | Movie Star                            | 23 tháng 7               | Hello Chapter 1: Hello Stranger                |
| 2019                     | My New World                          | 23 tháng 10              | Hello Chapter 1: Hello Stranger (Japanese ver) |
| 2019                     | Numb                                  | 19 tháng 11              | Hello Chapter 2: Hello Stranger                |
| 2020                     | Revival                               | 1 tháng 4                | Single『Revival』                              |
| 2020                     | Jungle                                | 27 tháng 10              | Hello Chapter 3: Hello Strange Time            |
| 2021                     | Cinema                                | 2 tháng 2                | Chapter Ø. Hello, Strange Dream                |

### Single Album
| Tên                 | Chi tiết | Danh sách bài hát                                                      | Thứ hạng cao nhất | Doanh số |
| Tên                 | Chi tiết | Danh sách bài hát                                                      | KOR               | Doanh số |
| ------------------- | --- | ---------------------------------------------------------------------- | ----------------- | -------- |
| Hard to say goodbye | - Phát hành: ngày 26 tháng 4 năm 2019 - Hãng đĩa: C9 Entertainment, Warner Music Group - Định dạng: CD, Tải nhạc số | Danh sách 1. Hard to say goodbye 2. Hard to say goodbye (Instrumental) | 85                | 63,987   |

## Các hoạt động khác

### Chương trình truyền hình
| Năm  | Kênh    | Tiêu đề           | Vai trò     | Ghi chú     | Phát sóng   |
| ---- | ------- | ----------------- | ----------- | ----------- | ----------- |
| 2017 | Mnet    | Produce 101 mùa 2 | Thí sinh    | xếp hạng 10 | 07/04-16/06 |
| 2019 | SBS     | Inkigayo          | MC đặc biệt | Tập 995     | 24/03       |
| 2019 | MBC     | Show! Music Core  | MC đặc biệt | Tập 644     | 10/08       |
| 2019 | SBS MTV | The Show          | MC đặc biệt | ________    | 3/12        |

### Quảng cáo (CF)
| Năm  | Sản phẩm           | Công ty      | Nhãn hiệu    | Ghi chú                                                   |
| ---- | ------------------ | ------------ | ------------ | --------------------------------------------------------- |
| 2019 | Mỹ phẩm (phấn mắt) | Memebox      | I'M MEME     | Jinyoung cùng Jihoon làm người mẫu độc quyền tại Hàn Quốc |
| 2019 | Balo               | Teddy Island | Teddy Island | Người mẫu độc quyền                                       |

### Người mẫu tạp chí
| Năm  | Tên tạp chí | Số phát hành | Ghi chú                                         |
| ---- | ----------- | ------------ | ----------------------------------------------- |
| 2019 | Allure      | Tháng 2      | 12 trang báo bao gồm cả photoshoot và phỏng vấn |
| 2019 | Grazia      | Tháng 3      | Người mẫu                                       |
| 2020 | BEAUTY+     | Tháng 9      | BX, Jinyoung                                    |
| 2020 | STAR1       | Tháng 10     | Trang bìa cùng với WEi 's Kim Yohan             |
| 2021 | SPOTLiGHT   | Tháng 4      | Trang bìa                                       |

### Radio
| Năm  | Kênh      | Tên chương trình | Ngày       | Chú thích      |
| ---- | --------- | ---------------- | ---------- | -------------- |
| 2019 | Naver NOW | Midnight Idol    | 4 tháng 11 | DJ Ha SungWoon |

### Fanmeeting
| Năm  | Tên                                               | Ngày       | Thành phố | Quốc gia    | Địa điểm                                                 |
| ---- | ------------------------------------------------- | ---------- | --------- | ----------- | -------------------------------------------------------- |
| 2019 | I'M MEME Event Birthday Party (with Park Jihoon)  | 12 tháng 5 | Seoul     | Hàn Quốc    | ___                                                      |
| 2019 | Bae Jin Young 1st Asia Fanmeeting Tour ‘Im Young’ | 27 tháng 4 | Seoul     | Hàn Quốc    | Hội trường Hòa bình Đại học Kyunghee                     |
| 2019 | Bae Jin Young 1st Asia Fanmeeting Tour ‘Im Young’ | 28 tháng 4 | Seoul     | Hàn Quốc    | Hội trường Hòa bình Đại học Kyunghee                     |
| 2019 | Bae Jin Young 1st Asia Fanmeeting Tour ‘Im Young’ | 18 tháng 5 | Manila    | Philippines | New Frontier Theatre                                     |
| 2019 | Bae Jin Young 1st Asia Fanmeeting Tour ‘Im Young’ | 25 tháng 5 | Osaka     | Nhật Bản    | Zepp Osaka Bayside                                       |
| 2019 | Bae Jin Young 1st Asia Fanmeeting Tour ‘Im Young’ | 26 tháng 5 | Tokyo     | Nhật Bản    | Toyosu Pit                                               |
| 2019 | Bae Jin Young 1st Asia Fanmeeting Tour ‘Im Young’ | 15 tháng 6 | Băng Cốc  | Thái Lan    | Thunder Dome Muang Thong Thani                           |
| 2019 | Bae Jin Young 1st Asia Fanmeeting Tour ‘Im Young’ | 22 tháng 6 | Hồng Kông | Trung Quốc  | Star Hall KITEC                                          |
| 2019 | Bae Jin Young 1st Asia Fanmeeting Tour ‘Im Young’ | 23 tháng 6 | Đài Bắc   | Đài Loan    | Legacy Max                                               |
| 2019 | Bae Jin Young 1st Asia Fanmeeting Tour ‘Im Young’ | 7 tháng 7  | Singapore | Singapore   | NUS Centre For The Arts, University Cultural Centre Hall |
| 2020 | Teddy Island x Metodo with Jinyoung Fanmeeting    | 11 tháng 1 | Seoul     | Hàn Quốc    | Trung tâm nghệ thuật Donghae, Đại học Kwangwoon          |

### Fansign
| Năm  | Tên buổi ký tặng                      | Ngày       | Thành phố | Quốc gia | Địa điểm                                                   |
| ---- | ------------------------------------- | ---------- | --------- | -------- | ---------------------------------------------------------- |
| 2019 | Single Album Hard to say goodbye      | 4 tháng 5  | Seoul     | Hàn Quốc | STANFORD HOTEL SEOUL 2F                                    |
| 2019 | Single Album Hard to say goodbye      | 5 tháng 5  | Seoul     | Hàn Quốc | Hội trường nghệ thuật Yongsan Samik                        |
| 2019 | Single Album Hard to say goodbye      | 11 tháng 5 | Seoul     | Hàn Quốc | Trung tâm Sangam Splex Tầng 1 Rạp chiếu phim 3D            |
| 2019 | 1ST PHOTOBOOK [RE-ROUTE]              | 1 tháng 6  | Seoul     | Hàn Quốc | Hội trường nghệ thuật Noryangjin CTS                       |
| 2019 | 1ST PHOTOBOOK [RE-ROUTE]              | 2 tháng 6  | Seoul     | Hàn Quốc | Trung tâm Dangsan TCC                                      |
| 2019 | 1ST PHOTOBOOK [RE-ROUTE]              | 6 tháng 6  | Seoul     | Hàn Quốc | Nuri Dream Square Business Tower 3F Phòng hội thảo quốc tế |
| 2020 | I'M MEME fan event (with Park Jihoon) | 5 tháng 1  | Seoul     | Hàn Quốc | ―                                                          |